# Arka Verlag
Der Arka Verlag ist ein Verlag in Essen.

## Verlagsprofil
Das Unternehmen wurde 1992 von Ulrich Straeter und Gerhard Abbenhaus als ‚Ableger’ der Arka-Kulturwerkstatt e. V. (Weltkulturerbe Zeche Zollverein XII, Essen) in Form einer GbR gegründet. 1996 übernahm Ulrich Straeter den Verlag in Eigenregie. Produziert werden in erster Linie Reiseliteratur und Kunstkataloge. Sporadisch werden auch Anthologien oder Romane bzw. Kurzgeschichten veröffentlicht.
Seit dem Jahr 2000 wird in Zusammenarbeit mit der Französischen Bibliothek und dem Deutsch-Französischen Kulturzentrum Essen alle zwei Jahre eine Broschüre mit den Ergebnissen eines bundesweit ausgeschriebenen Schüler- und Schülerinnenübersetzungswettbewerbes Französisch-Deutsch erstellt. 2010 wurden in diesem Zusammenhang das 6. Buchprojekt des Bundesweiten Schülerübersetzungswettbewerbs Deutsch-Französisch im Rahmen eines TWINS-Projektes Ruhr 2010 (Essen, Grenoble, Lille) mit den Autorinnen Marie Desplechin und Inge Meyer-Dietrich, unterstützt von der Französischen Botschaft Berlin, mit zwei Broschüren begleitet (Tout les sapins dorés – All die goldenen Tannen / Blues für Marie – Blues pour Marie).

## Autoren (Auswahl)
- Jürgen Alberts
- Gabriella Wollenhaupt
- Peter-Paul Zahl
- Fritz Teufel
- Werner Schlegel
- Jürgen Lodemann
- Inge Meyer-Dietrich
- Walter Wehner
- H. P. Karr
- Thomas Rother
- Eric Holder
- Paul Fournel
- Annie Saumont
- Volker König
- Didier Daeninckx.